# Dieter Gerdes (Koch)
Dieter Gerdes (* in Aurich) ist ein deutscher Koch.

## Leben
Dieter Gerdes wurde als Sohn eines Brauereidirektors in Aurich (Niedersachsen) geboren.
Nach abgeschlossener Ausbildung zum Restaurantfachmann, Koch und Hotelfachmann und dem Besuch einer Sprachenschule sowie der Hotelfach-Akademie Berlin arbeitete Gerdes in den 5-Sterne-Hotels Kempinski, Hilton und Intercontinental und absolvierte Praktika bei den Köchen Paul Bocuse, Heinz Winkler und Dieter Müller.
1976 legte er die Prüfung zum Küchenmeister ab. Im Jahr 1981 übernahm Gerdes das Restaurant „Landhaus am Schlosspark“ in Rastede. Unter seiner Leitung erhielt das Restaurant einen Michelinstern und wurde mit 17 Gault-Millau-Punkten, 4 Feinschmecker-Punkten, 4 Kochlöffeln und 2 Varta-Kochmützen ausgezeichnet.
Er ist Mitautor mehrerer Kochbücher, schrieb als Kolumnist für die Nordwest-Zeitung für Kulinarisches und war kulinarischer Leiter der Weltbanktagung in Berlin im Jahr 1988. Nach dem Verkauf des Landhaus-Hotels im Jahre 1993 arbeitete Gerdes als Unternehmensberater für die Gastronomie. Von 1993 bis 1995 war er Berater sowie Mitinhaber des Fischrestaurants „Seewolf“ in Oldenburg und von 1997 bis 1999 des Restaurants „Merlan“ (mit 16 Gault-Millau-Punkte). Im Jahr 1999 eröffnete er das „Landhotel Gerdes“ als Trennkost- und Gourmethotel.
2005 begleitete Dieter Gerdes ein Kochevent für Helmut Kohl, Michail Gorbatschow und George H. W. Bush. Im Jahr 2006 gründete er die „Villa Gerdes“ als 1. Deutsche Trennkost-Kochschule. 2008 wurde er Geschäftsführer und Küchenchef des Romantik-Hotels Villa Suplie in Werne. Von 2010 bis 2013 war Gerdes Küchenchef im Restaurant „Diana's“ in Lünen. Seit 2013 arbeitet er als Mietkoch in Lünen.